# Líneas Aéreas Nacionales
Lineas Aéreas Nacionales S.A., kurz LANSA, war eine peruanische Fluggesellschaft mit Firmensitz in Lima und dem Luftfahrt-Drehkreuz am dortigen Flughafen Lima.
Sie flog zwischen 1963 und 1971, bis ihr am 24. Dezember 1971 in Folge des Absturzes einer Lockheed L-188 Electra auf dem LANSA-Flug 508 wegen genereller Sicherheitsprobleme und Fälschung der Wartungaufzeichnungen die Betriebserlaubnis entzogen wurde.

## Flotte
LANSA betrieb insgesamt 19 Flugzeuge:
- 9 Lockheed Constellation L-749
- 2 Lockheed Super Constellation L-1049
- 4 Lockheed L-188 Electra
- 4 NAMC YS-11

## Zwischenfälle
Bei LANSA kam es in ihrer Geschichte zu drei Totalschäden, bei denen alle Maschinen komplett zerstört wurden und insgesamt 241 Menschen starben:
27. April 1966Eine Lockheed L-749A Constellation der Líneas Aéreas Nacionales (LANSA) (OB-R-771) wurde in einer Höhe von 3840 Metern in den Berg Talaula geflogen, 113 Kilometer südlich des Startflughafens Lima. Die Maschine war auf dem Weg zum Flughafen Cusco (Peru), als sie 25 Minuten nach dem Start und 54 Kilometer abseits der vorgesehenen Strecke in den Berg prallte. Auf der tatsächlich geflogenen Route hätte sie nach der kurzen Flugzeit mit ihrem aktuellen Fluggewicht niemals die Berggipfel überfliegen können.
Möglicherweise war der kurzfristig für den Flug eingeteilte US-amerikanische Kapitän nach weniger als 6 Stunden Schlaf übermüdet; jedenfalls war dies schon sein 113. Flug auf dieser Strecke. Auch der 22-jährige Erste Offizier könnte übermüdet gewesen sein, da er in den 30 Tagen vor dem Unfall 136 Flugstunden absolvieren musste, ebenso wie der Flugingenieur mit 126 Stunden. Die einzige mögliche Erklärung, warum die Maschine bei klarem Himmel und sehr guter Sicht in den Berg geflogen wurde, war der Versuch des Kapitäns, um jeden Preis eine Abkürzung zu nutzen, die jedoch aufgrund der Leistungsdaten des Flugzeugs nicht fliegbar war.
Bei diesem CFIT (Controlled flight into terrain) wurden alle 49 Insassen getötet: 6 Besatzungsmitglieder und 43 Passagiere. Nach weiteren Unfällen mit fast 200 Toten wurde der LANSA wegen genereller Sicherheitsprobleme und Fälschung der Aufzeichnungen die Betriebserlaubnis entzogen (siehe auch LANSA-Flug 501).
9. August 1970Eine Lockheed L-188 Electra von Cusco nach Lima (LANSA Flug 502) geriet nach einem Triebwerksbrand und dem fälschlicherweisen Einziehen der Landeklappen bei der Notlandung in einen Strömungsabriss:
101 Todesopfer (Flugzeug: 99 Todesopfer, 1 Überlebender; weitere 2 Todesopfer am Boden)
24. Dezember 1971Eine Lockheed L-188 Electra auf dem LANSA-Flug 508 brach während des Durchfliegens eines Gewitters auseinander:
91 Todesopfer, eine Überlebende